# Chutes de Kalandula
Les chutes de Kalandula ((pt) Quedas de Kalandua; (en) Kalandula Falls), anciennement « chutes de Duque de Bragança », sont des chutes d'eau de la rivière Lucala (en) dans le Municipio Calandula (en), province Malanje, en Angola. Avec 105 m de haut et 400 m de large, elles font partie des plus grandes chutes d'eau en volume d'Afrique,. Elles sont situées à environ 360 km à l'est de  Luanda.

## Galerie

Chutes de Kalandula en kacimbo (saison sèche)
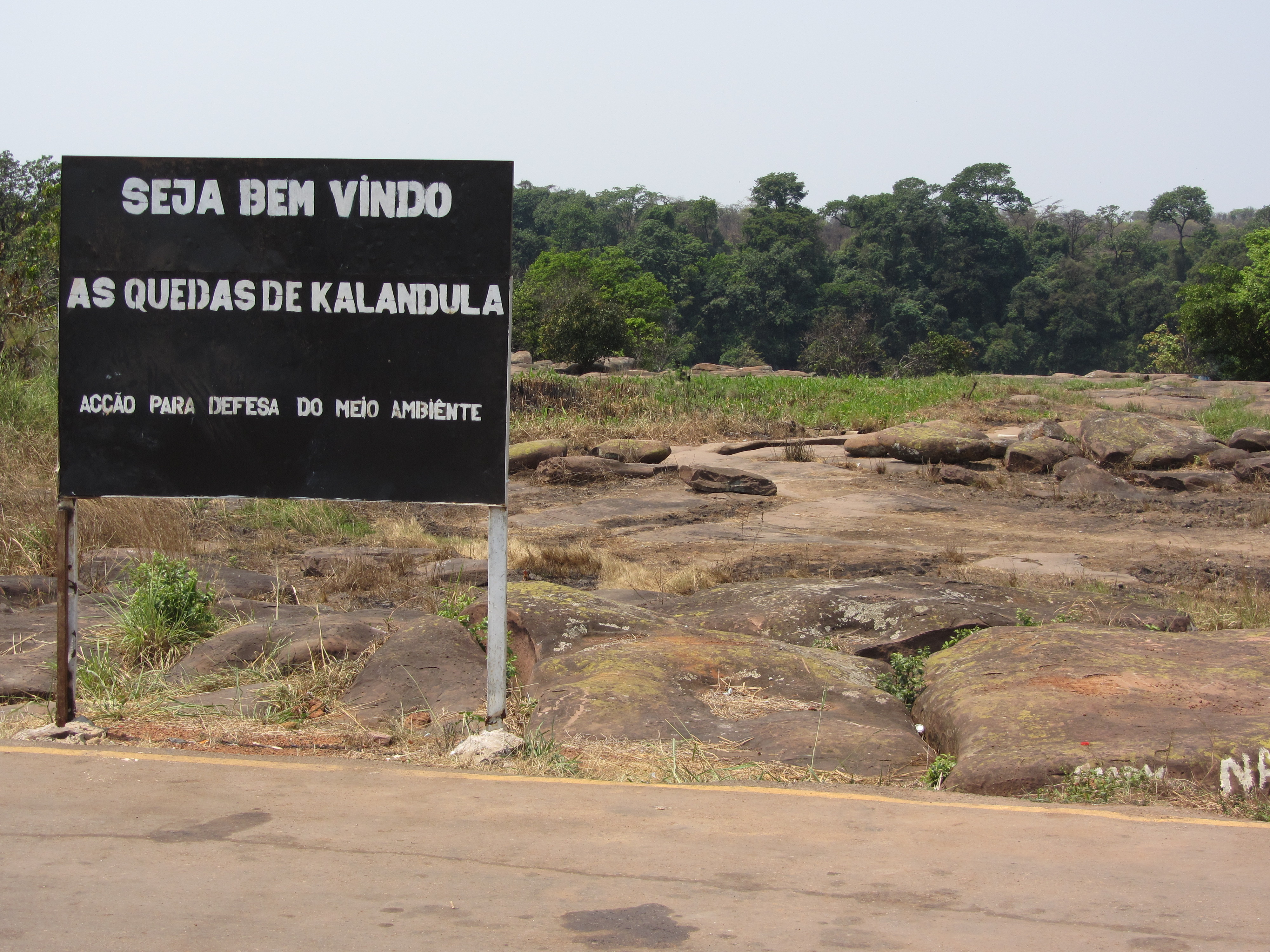
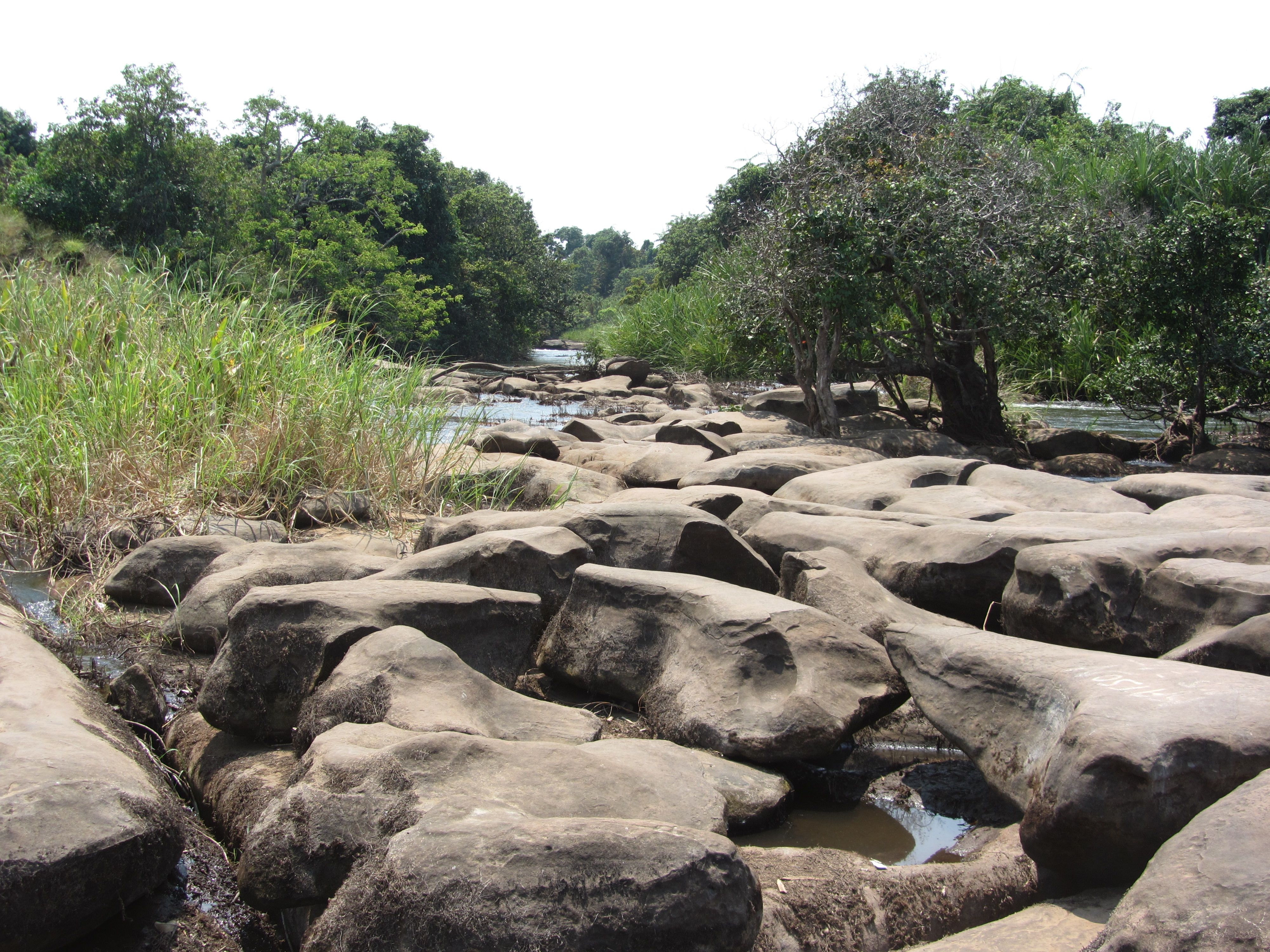
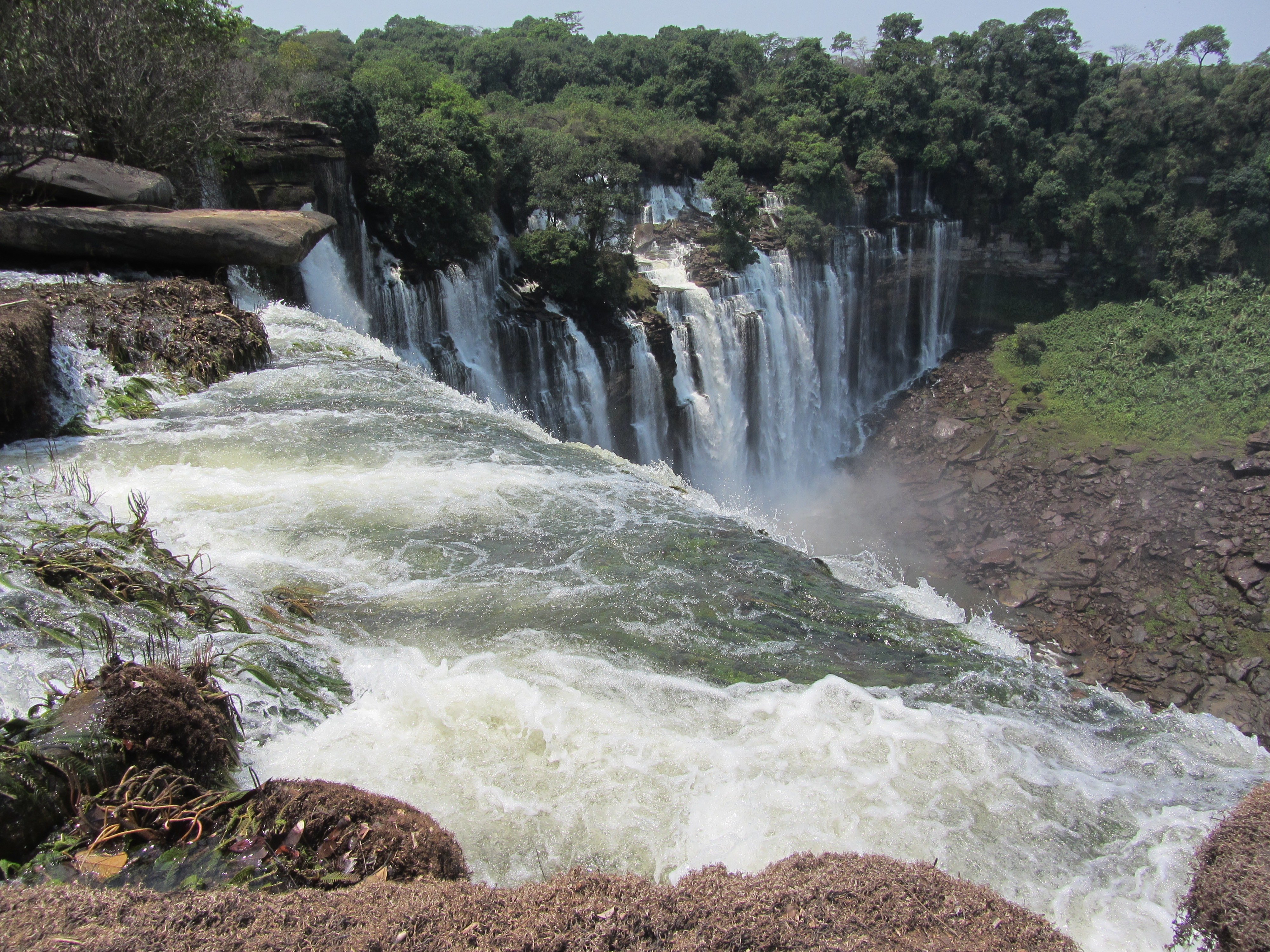
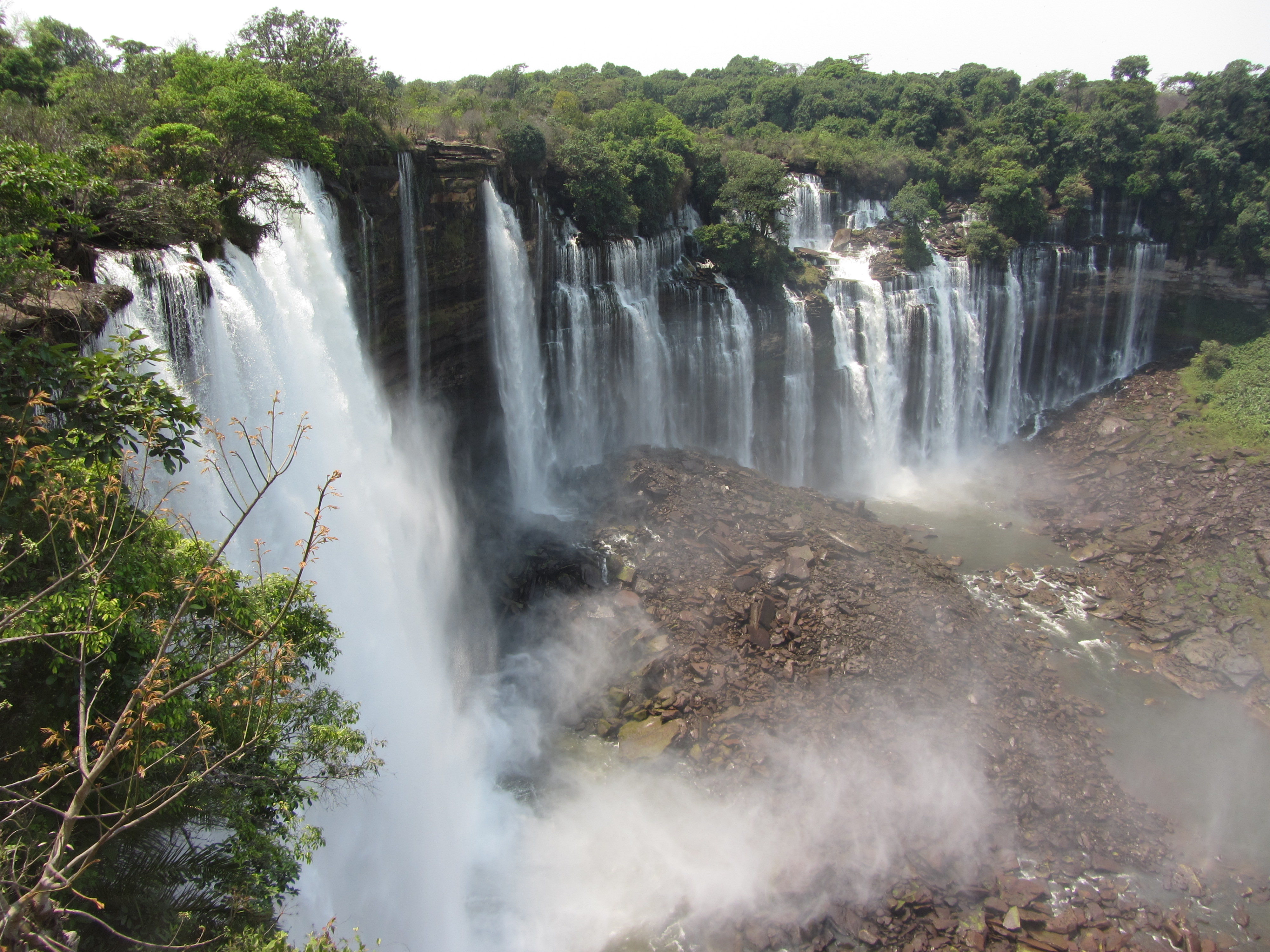
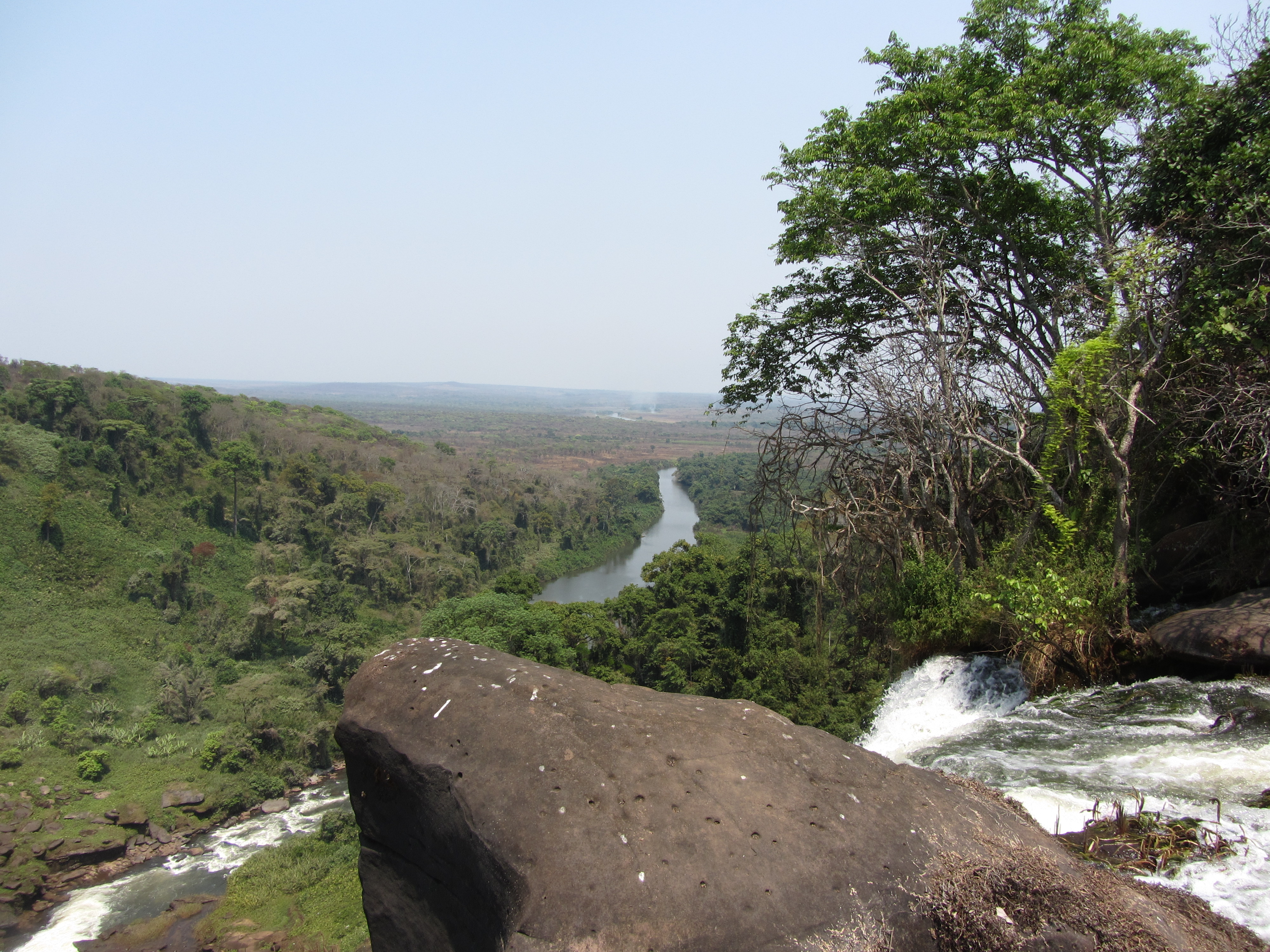
Rio Lucala